# Dynamine effusiva
Dynamine effusiva är en fjärilsart som beskrevs av Hayward 1931. Dynamine effusiva ingår i släktet Dynamine och familjen praktfjärilar. Inga underarter finns listade i Catalogue of Life.